# Quitman (Arkansas)
Quitman é uma cidade localizada no estado americano de Arkansas, no Condado de Cleburne e Condado de Faulkner.

## Demografia
Segundo o censo americano de 2000, a sua população era de 714 habitantes.
Em 2006, foi estimada uma população de 738, um aumento de 24 (3.4%).

## Geografia
De acordo com o United States Census Bureau, a localidade tem uma área de 4,9 km², sem área coberta por água. Quitman localiza-se a aproximadamente 299 m acima do nível do mar.

## Localidades na vizinhança
O diagrama seguinte representa as localidades num raio de 24 km ao redor de Quitman.